# Walter Glasgow
Walter Merrill Glasgow junior (* 19. April 1957 in Houston) ist ein ehemaliger US-amerikanischer Segler.

## Erfolge
Walter Glasgow nahm an den Olympischen Spielen 1976 in Montreal neben Richard Hoepfner als Crewmitglied des US-amerikanischen Bootes der Soling-Klasse von Skipper John Kolius teil. Sie gewannen eine der sieben Wettfahrten und erzielten 47,4 Gesamtpunkte, womit sie nur 0,7 Punkte hinter den dänischen Olympiasiegern um Skipper Poul Høj Jensen zurückblieben. Zwar waren sie außerdem punktgleich mit dem von Dieter Below angeführten Boot aus der DDR, da sie im Gegensatz zu den Deutschen aber eine Wettfahrt hatten gewinnen können, erhielten die US-Amerikaner die Silbermedaille, während Below und seine Crew Bronze gewann. Bereits 1975 hatte Glasgow im Soling gemeinsam mit Hoepfner und Kolius die Bronzemedaille bei den Weltmeisterschaften gewonnen.
Glasgow absolvierte zunächst ein Studium zum Bauingenieur an der Vanderbilt University und anschließend ein Masterstudium an der Rice University. Von 1981 bis 1999 war er bei Mosbacher Energy in seiner Geburtsstadt Houston tätig, ehe er als Vice President und General Manager zu Mosbacher India wechselte und dort bis 2004 blieb. Danach wurde er Vice President bei Wagner Oil.